# Police Woman (televisieserie)
Police Woman is een Amerikaanse televisieserie, met in de hoofdrol Angie Dickinson. De serie liep van 1974 tot 1978, met een totaal van 92 afleveringen. De serie wordt gezien als de eerste succesvolle dramaserie met een vrouw in de hoofdrol. In Nederland werd de serie uitgezonden door de TROS onder de naam Pepper.

## Verhaal
De serie draait om politiesergeant Leann "Pepper" Anderson, een undercoveragente die werkt voor de Criminal Conspiracy Unit van de politie van Los Angeles. Ze werkt samen in het team met Pete Royster en Joe Styles. Haar baas is sergeant William "Bill" Crowley. Samen met haar team onderzoekt ze uiteenlopende zaken, variërend van moord tot drugssmokkel en verkrachting. In veel afleveringen gaat ze undercover om dicht genoeg bij een verdachte te komen, en zo belangrijke informatie in te winnen.

## Achtergrond
De serie was een spin-off van de serie Police Story. De serie was vooral tijdens het eerste seizoen dermate populair, dat het in veel landen het best bekeken programma was van dat moment. In februari 1976 stelde de Amerikaanse president Gerald Ford zelfs een persconferentie uit, zodat hij een aflevering van de serie niet hoefde te missen.
Het succes van de serie maakte de weg vrij voor meer soortgelijke series met vrouwen in de hoofdrol, zoals Charlie's Angels, Wonder Woman, en The Bionic Woman. "Police Woman" zou volgens analyses bij hebben gedragen aan de sterke groei van het aantal vrouwelijke agenten bij de Amerikaanse politie.

## Rolverdeling
- Angie Dickinson - Sgt. Suzanne 'Pepper' Anderson
- Earl Holliman - Lt. Bill Crowley
- Charles Dierkop - Det. Pete Royster
- Ed Bernard - Det. Joe Styles
- John Crawford - Captain Parks
- Don 'Red' Barry - Captain Barnes
- pepper Martin - Bert